# Agrias favorinus
Agrias favorinus är en fjärilsart som beskrevs av Peter William Michael 1930. Agrias favorinus ingår i släktet Agrias och familjen praktfjärilar. Inga underarter finns listade i Catalogue of Life.